# Phrynarachne rugosa
Phrynarachne rugosa là một loài nhện trong họ Thomisidae.
Loài này thuộc chi Phrynarachne. Phrynarachne rugosa được miêu tả năm 1804 bởi Latreille.